# Nodoconcha
Nodoconcha is een geslacht van kreeftachtigen uit de klasse van de Ostracoda (mosselkreeftjes).

## Soort
- Nodoconcha minuta Hartmann, 1989